# Le Petit Comitê
Le Petit Comitê é o primeiro álbum do músico brasileiro Paulo Lepetit. Ele foi lançado em 1994 com o então recém-lançado selo "Baratos Afins".

## Faixas
1.O manco (Paulo Lepetit)

2.Palmar (Paulo Lepetit)

3.Frevo para baixo (Paulo Lepetit)

4.Enxame (Paulo Lepetit)

5.Beckiana (Paulo Lepetit)

6.São Thomé das Letras (Paulo Lepetit)

7.Trem fantasma (Paulo Lepetit)

8.Totalmente à revelia (Paulo Lepetit, Luiz Waack, Itamar Assumpção, Marlene Wolfensberger)

9.Pintando o sete (Paulo Lepetit)